# آيت يول
آيت يول هي قرية ريفية في إقليم تنغير ضمن درعة تافيلالت بالمغرب. كان مجموع عدد سكان البلدية آيت يول 4.466 نسمة يعيشون في 616 أسرة.(تعداد السكان الرسمي 2004)

## دواوير الجماعة
- توديلت
- تغصى
- فيه الخير
- جيدا
- أغرود
- إغرم ملولن
- ايت سليمان
- ايت مسعود
- ايت يول
- ايت زياد
- ايت إسحاق
- ايت إبريرن